# Que cante la vida (canción)
«Que cante la vida» es la canción insignia del cantautor chileno Alberto Plaza. Fue estrenada en 1985, cuando Plaza representó a Chile, con 23 años, en la competencia internacional del XXVI Festival Internacional de la Canción de Viña del Mar, en la que alcanzó el tercer lugar, además de ser galardonado con los premios al «Artista más popular» del certamen y a la «Revelación joven». La canción integró el álbum Que cante la vida, que obtuvo triple disco de platino.
En 2000 Plaza participó en el XLI Festival de Viña del Mar con «Que cante la vida», para elegir la mejor canción que se había presentado en la historia certamen, obteniendo nuevamente el tercer lugar.

## Versiones

### Artistas por Chile
Tras el terremoto que afectó a Chile el 27 de febrero de 2010, Plaza junto con el sello EMI invitaron a diversos artistas latinos a grabar una versión de "Que cante la vida", para ir en directa ayuda de los damnificados por la catástrofe (mediante la venta por iTunes Store). Entre los participantes de la iniciativa estuvieron (en orden de interpretación): Luis Fonsi, Aleks Syntek, Alejandra Guzmán, Álex Ubago, Juan Luis Guerra, Ricardo Montaner, Fanny Lu, Pablo Holman y Gabriela Villalba de Kudai, Gian Marco, Franco de Vita, Carlos Baute, Noel Schajris (ex Sin Bandera), Lena Burke, Pablo Herrera, Pee Wee, Fonseca, A.B Quintanilla, Alexandre Pires, Juan Fernando Velasco, Koko Stambuk (Glup!), Jorge Villamizar (ex Bacilos), Christian Chávez (ex RBD), Mario Guerrero (Rojo, la película), Marciano Cantero (Enanitos Verdes), Fausto Miño, Belinda y Alberto Plaza.

### Otras versiones
- Aldo Bustos grabó en 2009 una versión en reggae de "Que cante la vida", para participar en la selección de la canción que representaría a Chile en el LI Festival Internacional de la Canción de Viña del Mar. La versión obtuvo la mayoría en la votación del público, con 24,44% de las preferencias, sin embargo finalmente fue escogida por los jueces "El tiempo en las bastillas" de Fernando Ubiergo.

- El propio Alberto Plaza, junto con su compañero Pablo Herrera, el rapero chileno Dj Méndez y las voces femeninas del pop-rock Nicole y Francisca Valenzuela cantaron esta canción como obertura del cierre de la Teletón 2010.